# ドイツ国営鉄道 (東ドイツ)
東ドイツにおけるドイツ国営鉄道（ドイツこくえいてつどう、ドイツ語: Deutsche Reichsbahn）は、ドイツ民主共和国（東ドイツ）が存在していた1949年から東西ドイツの統一である1990年10月3日までの東ドイツの国営鉄道。ドイツ再統一後は連邦特別財産となり1993年に事実上解体、鉄道運行に関する事業をドイツ鉄道に統合民営化、その他の資産管理及び売却に関する事業処理をドイツ連邦共和国連邦交通・建設・住宅省監督下の鉄道財産庁に移譲した。
東ドイツ政府は、ドイツ国の鉄道事業体”Deutsche Reichsbahn”の正当な継承者であることを誇示し、その事業体を有する東ドイツ側がベルリンを中心とするドイツ全体での鉄道交通に関する権益を主張し続けるために、第二次世界大戦以前に使用されていた「ライヒ」を含む名称を敢えて使用しつづけた。「ライヒ」は本来ドイツ語で「帝国」を意味し、また、ドイツ人にとってはドイツ帝国やナチス・ドイツを連想させる単語であり、社会主義国の東ドイツにはそぐわない名称であった。

## 歴史
1949年に、占領下のドイツの鉄道は第二次世界大戦の後4年続いた占領各国の管理の後、ドイツの管理に戻された。1949年10月7日にドイツ民主共和国になったソ連占領地区の鉄道は、1937年にドイツの国営鉄道に与えられた名前であるドイツ国営鉄道（DR）を継承した。西ドイツ（旧アメリカ占領地域・イギリス占領地域・フランス占領地域）では国営鉄道はドイツ連邦鉄道（DB）によって引き継がれた。DRとDBの双方は、両者が合併してドイツ鉄道となる1994年まで、別個の企業体としてドイツの鉄道を構成していた。

## 路線網
東ドイツ全土および西ベルリン市内に路線網を広げていた（但し、1984年以降は西ベルリン市内のSバーンに限り西側のベルリン運輸公社が運行していた）。
第二次大戦前に複線化されていた主要幹線は、戦後補償という名目で行われたソ連の物資接収によって、合計1万キロ以上のレールが持ち去られてしまっていたため、単線のまま運行を開始せざるを得なかった。主要幹線は再度複線化されていったが、1989年に入ってもまだ、複線化を完了することができずにいた。

## 使用していた車両

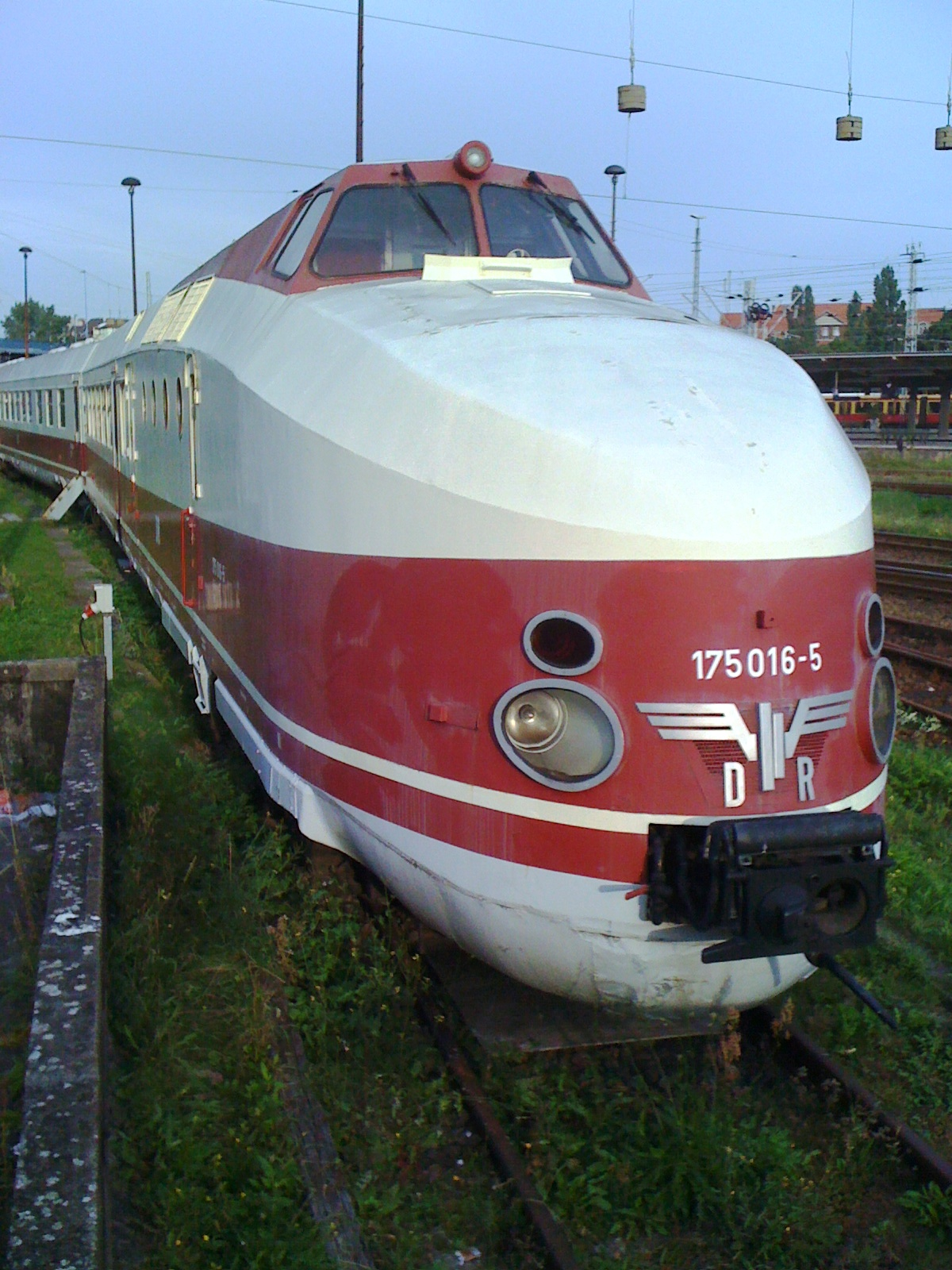
特急型気動車 VT18.16系

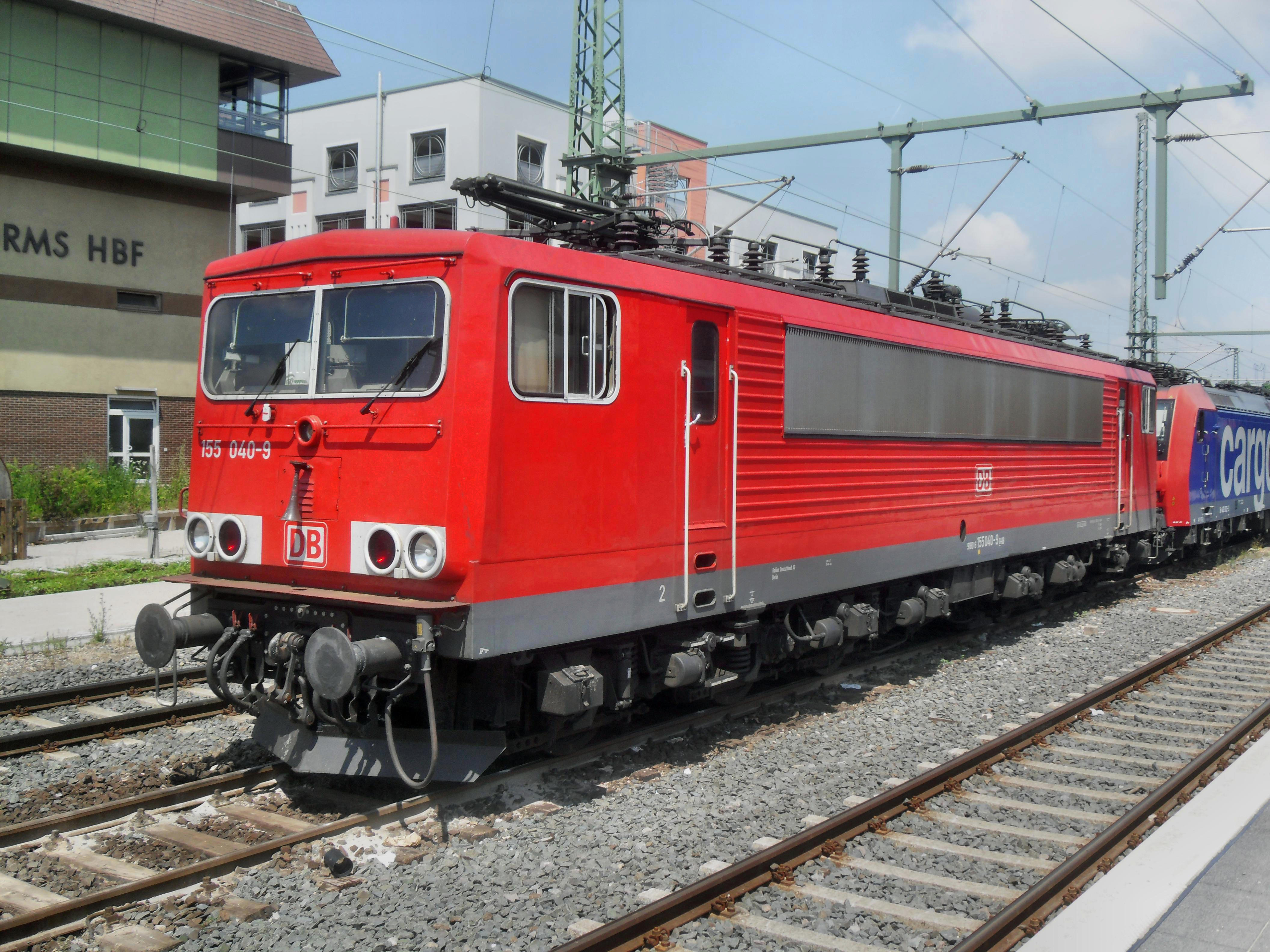
DBで引き続き使用されている250形電気機関車

DRで使用していた車両の一部は、DBの車両として現役である。
ドイツ再統一まで蒸気機関車が活躍しており、1942年から製造されていた戦時設計の52形蒸気機関車（通称：戦時機関車）が知られている。他に、ルーマニア製のディーゼル機関車である119系（現229系）や電気機関車の250形・243形などが活躍していた。
客車としては、ゲルリッツ市の車輛工場で製造された二階建て客車が多く用いられていた。この車両は1930年代に開発され、1952年から製造が再開されたものであった。主に近距離列車に用いられた。このほかに、1964年に登場した高速列車『VT18.16系（現675系）』があった。この列車はSVT (Schnellverkehrstriebwagen) と呼ばれ、最高時速は160キロを誇った。ベルリン・プラハ・ウィーン間の特急『ヴィンドボナ』やベルリン・ブダペスト間の『ハンガリア・エクスプレス』など、東欧諸国への直通列車に投入されていた。

## 東西ドイツ間の連絡列車
1989年のドイツ再統一まで、西ベルリンと西ドイツとの都市間の便宜を図るためにドイツ領域通過列車, （ドイツ語Interzonenzug）が運行されていたが、西ベルリンと東ドイツ領域内での運行は東側が行い、直行する客車の大半に東側の車輛が用いられていた。
また、ライプツィヒ見本市開催期間中には西ベルリンや西ドイツの各都市との直行列車の運転も行った。
1980年代には、ハンブルクやミュンヘンから西ベルリンを経由せずに直接東ドイツ領域内へ向かう列車も存在していたが、乗車に事前に入国査証と通過する越境駅の申請が必要だった。